# Gumanti
Gumanti is een bestuurslaag in het regentschap Indragiri Hulu van de provincie Riau, Indonesië. Gumanti telt 1392 inwoners (volkstelling 2010).